# Succinea
Genre
Succinea est un genre de mollusques gastéropodes terrestres de la famille des Succineidae.

## Liste d'espèces
Selon ITIS :
- Succinea barberi (W. B. Marshall, 1926)
- Succinea californica P. Fischer et Crosse, 1878
- Succinea campestris Say, 1817
- Succinea chittenangoensis Pilsbry, 1908
- Succinea floridana Pilsbry, 1905
- Succinea forsheyi I. Lea, 1864
- Succinea gabbi Tryon, 1866
- Succinea greeri Tryon, 1866
- Succinea greerii Tryon, 1866
- Succinea grosvenori I. Lea, 1864
- Succinea indiana Pilsbry, 1905
- Succinea luteola Gould, 1848
- Succinea oregonensis I. Lea, 1841
- Succinea ovalis Say, 1817
- Succinea paralia Hubricht, 1983
- Succinea pennsylvanica Pilsbry, 1948
- Succinea pseudavara Webb, 1954
- Succinea putris (Linnaeus, 1758) - Ambrette commune
- Succinea rusticana Gould, 1846
- Succinea solastra Hubricht, 1961
- Succinea strigata Pfeiffer, 1855
- Succinea unicolor Tryon, 1866
- Succinea urbana Hubricht, 1961
- Succinea vaginacontorta C. B. Lee, 1951
- Succinea wilsoni I. Lea, 1864
- Succinea wilsonii I. Lea, 1864